# Chécy (kaas)

De Chécy is een Franse kaas afkomstig uit de Loiret, uit het gebied rondom Chécy.
De kaas wordt al jaren gemaakt in het gebied, volgens de geschriften al sinds 1848. Het is een kaas die op basis van koemelk gemaakt wordt. In wezen is dit een Olivet bleu of een Olivet cendré, maar dan in een iets kleinere uitvoering.